# 斑紋寡鈎鯰
斑紋寡鈎鯰，為輻鰭魚綱鯰形目甲鯰科寡鈎鯰屬的其中一種，為熱帶淡水魚，分布於南美洲巴西Xingu河流域，體長可達10.6公分，棲息在底層水域，生活習性不明。